# Pavlikeni (obchtina)
Pour la localité, voir Pavlikeni.
Pavlikeni (bulgare : Павликени) est une obchtina de l'oblast de Veliko Tarnovo en Bulgarie.